# Atrichopogon brunnicellula
Atrichopogon brunnicellula är en tvåvingeart som beskrevs av Clastrier 1959. Atrichopogon brunnicellula ingår i släktet Atrichopogon och familjen svidknott.
Artens utbredningsområde är Senegal. Inga underarter finns listade i Catalogue of Life.